# Rio Pirajuí
O rio Pirajuí é um curso de água que banha o estado de Mato Grosso do Sul, no Brasil.

## Toponímia
"Pirajuí" é um termo guarani que significa "rio dos pirajus".